# آندره کاندانسیام پینتو
آندره کاندانسیام پینتو (به پرتغالی: André Candançam Pinto) مهاجم اهل برزیل است که در شهر سائوپائولو و در تاریخ ۱۴ دسامبر ۱۹۷۸ به دنیا آمده‌است.
آندره کاندانسیام پینتو در تیم‌های فوتبال Flamengo-SP سابقهٔ حضور دارد.